# Hans Glaser (Widerstandskämpfer)
Hans Rudolf Glaser (geboren am 15. August 1909 in Preßburg, gestorben im April 1945 an der Westfront) war ein deutscher Jurist, Widerstandskämpfer gegen den Nationalsozialismus und KZ-Häftling.

## Familie
Hans Glaser wuchs in einer großbürgerlichen Familie auf. Sein Vater arbeitete als Anwalt, seine Mutter als Professorin für Mathematik an der Universität Preßburg.
Hans Glaser selbst war verheiratet, später geschieden und hatte eine Tochter.

## Bildung, Studium und Beruf
Glasers Muttersprache war ungarisch. Im Elternhaus wurde ferner slowakisch, deutsch und tschechisch gesprochen. In der Schulzeit lernte er Englisch und Französisch, überdies Latein und Altgriechisch. Sein Abitur legte er in Großbritannien ab.
Sein rechtswissenschaftliches Studium absolvierte Glaser in England und Deutschland beziehungsweise an den Universitäten in Bratislava, Berlin und Leipzig. Seine Promotion erfolgte 1932 in Leipzig. Zuvor hatte er die deutsche Staatsangehörigkeit angenommen.
Bis 1934 war Glaser als kaufmännischer Leiter der Bausparlloyd AG beschäftigt. Anschließend übernahm er die Vertretung von Fotoartikeln sowie von Bau- und Zwecksparkassen. Ab Ende 1936 wirkte er als Leiter einer Parzellierungsgenossenschaft.

## Politik und Widerstand gegen den Nationalsozialismus
Bereits als Oberschüler nahm er Kontakt zu den kommunistischen Parteien Ungarns und der Slowakei auf. Die Schriften von Georg Lukács beeindruckten ihn.
Glaser war Kommunist und Parteimitglied. Ab 1934 wirkte er als Agitprop-Leiter der verbotenen KPD in einem Ortsteil des Berliner Verwaltungsbezirks Schöneberg, ab Frühjahr 1935 als solcher des Unterbezirks Berlin-Schöneberg, schließlich in dieser Funktion im KPD-Unterbezirk Berlin-Südwest. Während seiner illegalen Parteiarbeit bemühte sich Glaser darum, verschiedene Widerstandsgruppen zur Mitarbeit in der Volksfront zu bewegen.

## KZ-Häftling und Mooruniversität
Am 1. März 1937 wurde Glaser verhaftet, ab dem 29. Juni 1937 befand er sich in Untersuchungshaft. Am 16. Oktober 1937 wurde er angeklagt und am 8. Dezember 1937 vom Volksgerichtshof verurteilt, der Vorwurf lautete Vorbereitung zum Hochverrat. Die Haftstrafe betrug 8 Jahre Zuchthaus mit Zwangsarbeit.
Anfang Januar 1940 wurde Hans Glaser ins Emslandlager Aschendorfermoor verlegt. Auf dem Gefangenentransport dorthin lernte er Fritz Erler kennen. Mit ihm zusammen baute Glaser den „zentralen Lagerkopf“ im Lager II zu einem politischen und geistigen Zentrum aus, ohne dass die Wachmannschaften davon erfuhren. Glaser entwickelte sich dabei zum Spiritus Rector, der die Mitgefangenen immer wieder zu geistiger Tätigkeit anspornte. Hier kam ihm seine Begeisterungsfähigkeit und Überzeugungskraft zugute, ebenso seine umfassende Bildung und seine Kenntnisse auf den Gebieten der Psychologie, der Philosophie und der Naturwissenschaften. Die Bildungsangebote und die Kurse der „Mooruniversität“ umfassten Sprachen, Naturwissenschaften, Medizin, Psychologie, Geschichte und Lehrgänge im „wissenschaftlichen Sozialismus“. Die Insassen und Lernenden organisierten den Schmuggel von Lehrbüchern, Zeitschriften, Schreibmaterial und Saiten für Musikinstrumente ins Lager.
Glaser und auch Erler beabsichtigten, die Häftlinge, insbesondere die Angehörigen der Arbeiterbewegung, im Widerstand gegen das NS-Regime zu einen und zu stärken. Zudem begriffen sie ihre Aktivitäten als Teil einer umfassenden politischen Schulung der Lagerinsassen. Zu diesem Zweck und zur Einprägung von elementaren Lehrinhalten der „Mooruniversität“ entwickelte Hans Glaser einen fünfstufigen Katechismus, der das Lehrgebäude des „wissenschaftlichen Sozialismus“ vermittelte. Dieser Katechismus, der nicht schriftlich weitergegeben wurde, sondern auswendig gelernt werden sollte, behandelte zunächst die Marxistische Krisentheorie (I), dann die Theorien von Mehrwert, Akkumulation und Konzentration des Kapitals (II), anschließend den Historischen Materialismus (III), ferner die bürgerliche Gesellschaft, ihre Produktionsverhältnisse, ihren Staat und ihre Ideologie (IV) und abschließend den Dialektischen Materialismus (V).
Im Dezember 1940 wurden Glaser und Erler in das Strafgefangenenlager Rodgau-Dieburg, Stammlager I in Dieburg, verlegt. Auch hier entfalteten sie vergleichbare Schulungsaktivitäten.

## Wehrdienst und Tod
Glaser wurde später begnadigt und sofort zur Wehrmacht eingezogen. Er fiel in den letzten Kriegstagen im April 1945 an der Westfront.

## Erinnerung
Fritz Erler erinnerte in einer fünfteiligen Artikelserie mit dem Titel Der lange Hans/Bild eines Moorsoldaten an seinen großgewachsenen Haftkameraden, den er verehrte. Dieses Porträt erschien im November 1946 in der Zeitung Die Freie Gewerkschaft. Der Historiker Hartmut Soell ging 1974/1976 auf Glaser im Rahmen seiner Habilitationsschrift ein, die sich mit der politischen Biografie Fritz Erlers befasste. In einem Lexikon zum Widerstand in Berlin findet sich ein kurzer Eintrag über Glaser, der allerdings die KZ-Haft, den Kriegsdienst und den Tod ausspart.